# 冷水井站
冷水井站是位于湖南洪江市双溪镇泥溪村的一个铁路车站，有焦柳铁路经过该站。目前车站隶属广铁集团怀化车务段，客运每日有怀化至塘豹的慢车停靠，货运办理专用线货物到发。
车站建于1978年，开站初期办理客货运业务，后车站货场关停，车站降至五等站。2019年洪江市城投集团投资新建通往洪江市石化物流园的专用线，同时车站新增一条到发线。2022年9月30日建成投用。